# 陳僎
陳僎（1418年—1462年），字汝翼，直隸蘇州府吳縣人，官藉，明朝政治人物。進士出身。

## 生平
景泰元年（1450年）庚午科應天府鄉試第十四名。景泰二年（1451年）聯捷辛未科會試第一百六十一名，殿試登進士第二甲第五十三名。授南京河南道监察御史，遷四川按察使司僉事。天顺六年（1462年），在贵州议军机归途，舟覆溺死。

## 家族
曾祖父陳均錫，曾任都察院左都御史。祖父陳孟玉，曾任都察院左都御史。父亲陳鑄。